# Vicino all'orizzonte
Vicino all'orizzonte (Dem Horizont So Nah) è un film drammatico di Tim Trachten, arrivato nei cinema tedeschi il 10 ottobre 2019. Si basa sull'omonimo bestseller di Jessica Koch. Gli attori protagonisti sono Jannik Schümann, Luna Wedler e Luise Befort. 

## Trama
La diciottenne Jessica Koch si innamora perdutamente di Danny Taylor, kickboxer e modello di bell'aspetto e di successo. Tuttavia, dietro la sua facciata perfetta, c'è una persona profondamente traumatizzata. È stato infatti pesantemente picchiato e violentato dal padre all'età di 11 anni. Una delle conseguenze è stata che il padre l'ha infettato con l'HIV. Dal momento che è consapevole della sua impossibilità di avere una relazione normale, ferma i tentativi di Jessica di avvicinarsi a lui. Tuttavia la ragazza non si arrende e, successivamente, Danny si innamorerà di lei. All'inizio Jessica non sa nulla della malattia di Danny, ma nota che lui le sta nascondendo qualcosa perché si comporta in modo strano in alcune situazioni, come in un comune incidente in bicicletta. Quando viene a conoscenza della sua malattia, all'inizio è scioccata, ma rimane comunque con lui.
È così che incontra anche la migliore amica e compagna di stanza di Danny, Tina, ex prostituta dipendente dalla droga. Lei e Danny hanno qualcosa in comune e Jessica deve farsene una ragione. Anche Tina, infatti, è stata violentata dal padre durante l'infanzia. I due dormono spesso a letto insieme così da essere lì l'uno per l'altra. Col passare del tempo, il trio diventa più stretto.
Quando Tina riceve una chiamata dalla madre che le dice che il padre è stato rilasciato di prigione, ha una ricaduta. Danny la trova senza vita in una casa piena di altri tossicodipendenti e la porta in una clinica, ma non può più essere aiutata.
Danny e Jessica convivono a lungo con la perdita. Tuttavia, Jessica riesce ad aiutare Danny a uscire dal suo profondo dolore. Quando Danny ha un incidente d'auto a causa di un secondo colpo di sonno al volante, si scopre in ospedale che la perdita di Tina ha accelerato lo scoppio della malattia. I medici gli pronosticano un'aspettativa di vita da 3 a 15 mesi. Il suo corpo si smantellerà gradualmente verso la paralisi o la cecità. I due fanno comunque il viaggio pianificato negli Stati Uniti. Lì Danny annuncia a Jessica che non farà la possibile terapia che gli prolungherebbe la vita, perché preferirebbe morire in modo indipendente. Quindi, dopo il viaggio negli Stati Uniti, i due si ritrovano di nuovo. Lei decide di non esortarlo più a lottare, ma decide di accettare la sua decisione.
In seguito Jessica trova una lettera di Danny in cui lui le dice addio e le augura il meglio. Lui le lascia la sua casa e un conto a suo nome e la saluta con un riferimento ad una poesia di Joseph von Eichendorff che entrambi collegano all'inizio della loro relazione, a proposito della linea all'orizzonte (a cui fa riferimento il titolo del film) dove si incontrano la terra e il cielo, la vita e la morte.

## Distribuzione
Il film ha ricevuto un finanziamento di produzione di 450.000 € dal Fondo Televisivo & Cinematografico della Baviera e di 300.000 € dalla Struttura di Finanziamento Cinematografica.
Il film è basato sul romanzo autobiografico di Jessica Koch del 2016. Il romanzo è stato adattato a film da Ariane Schröder. La pellicola è stata diretta da Tim Trachten.
Le riprese si sono svolte tra il 18 settembre e il 15 novembre 2018 a Colonia, a Monaco e in Portogallo. Un primo trailer è stato presentato all'inizio di luglio 2019. 
Il film è uscito nei cinema tedeschi il 10 ottobre 2019. In Italia la pellicola è stata distribuita da M2 Pictures il 24 ottobre dello stesso anno.
La colonna sonora del film è stata registrata dall'Orchestra tedesca per il cinema Babelsberg (DFOB).

## Premi

### Bavaren Film Award 2019
- Premio come miglior giovane attrice (Luna Wedler)